# Дитрих, Марлен
Мари́я Магдале́на (Марле́н) Ди́трих (нем. Marie Magdalene "Marlene" Dietrich, [maɐˈleːnə ˈdiːtʁɪç]; 27 декабря 1901, Шёнеберг, Германская империя — 6 мая 1992, Париж, Франция) — немецкая и американская актриса
, певица, секс-символ.
Она ещё при жизни стала легендой, создав в кино один из совершенных женских образов и оказав большое влияние на моду, стиль и женское сознание. Дитрих представляла собой шокирующий тип прекрасной и обаятельной женщины, одновременно порочной и невинной, вызывающе сексуальной и неприступной. Её судьба, замешанная на искусстве, политике и сексе, её одиночество в конце жизни до сих пор вызывают интерес и споры.
Дитрих осталась в истории и как популярная певица. Её жестковатое контральто с выразительным тембром до сих пор привлекает поклонников своим волнующим обаянием.
В 1999 году Американский институт киноискусства поставил Марлен Дитрих на девятое место в списке величайших актрис классического голливудского кино.

## Биография

### Семья

Родной дом Марлен Дитрих на Леберштрассе 65 в Берлине

Мария Магдалена Дитрих родилась 27 декабря 1901 года в Шёнеберге (с 1920 года — район Берлина) в семье Луиса Эриха Отто Дитриха (1868—1908) и его жены Вильгельмины Элизабет Йозефины, урождённой Фельзинг (1876—1945). Отец в 1880-х годах служил в уланских войсках, где получил несколько наград, в момент рождения дочери был лейтенантом полиции. Мать происходила из богатой семьи, на Унтер-ден-Линден у её родителей был известный на весь город ювелирный и часовой магазин. Несмотря на недовольство родных простым происхождением Луиса Дитриха, в 1898 году она вышла за него замуж. Для Йозефины это был брак по любви, для её супруга — брак по расчёту. 5 февраля 1900 года в семье родилась первая дочь — Элизабет Оттилия Йозефина или просто Лизель. В период национал-социализма Элизабет Виль вместе со своим мужем держала в Берген-Бельзене кинотеатр и столовую, которые часто посещали надзиратели близлежащего концентрационного лагеря. Узнав об этом, Марлен Дитрих публично отрицала существование сестры, однако поддерживала с ней контакт вплоть до её смерти в 1973 году.

### Юные годы
«Семья моя была хорошо обеспечена, и я получила прекрасное образование. Языками — французским и английским — занималась с раннего детства. Гувернантки и домашние учителя научили меня говорить на хорошем литературном немецком языке», — вспоминала Марлен Дитрих. Когда ей было шесть лет, отец умер от сифилиса. Но ещё годом ранее его отправили в специальный санаторий, расположенный в районе Вестэнд, так что об отце у Марии Магдалены остались смутные воспоминания. Йозефина была строгой женщиной с грозным голосом и железными принципами. Обе дочери боялись её.
С 1907 года Мария Магдалена училась в школе им. Августы Виктории на Нюрнбергер штрассе, где, по воспоминаниям подруг, вела себя как «серая мышка». 22 июня 1909 года Йозефина вышла замуж за Ульриха Густава Генриха Бюнгера, старшего преподавателя гимназии. Этот брак распался менее чем через два года. Причиной тому стал обер-лейтенант Эдуард фон Лош, отпрыск старинного дворянского рода.
Мария Магдалена начала увлекаться музыкой, она училась играть на фортепиано, на лютне, а потом на скрипке, в чём проявила большое упорство. Две большие влюблённости её детства — это преподавательница французского языка мадемуазель Бреган и звезда киноэкрана Хенни Портен. Благодаря Бреган она на всю жизнь сохранила любовь к Франции. А Хенни Портен была для неё и её школьных подруг настоящим идолом.
В одиннадцать лет девочка сократила своё громоздкое двойное имя до более простого — Марлен. И только дома её по-прежнему называли Лена, Лени, а иногда Поль.
С началом Первой мировой войны в 1914 году жизнь семьи Дитрих изменилась. Незадолго до отправки на фронт произведённый в капитаны фон Лош спешно женился на Йозефине, несмотря на то что его мать не дала на это своего согласия. 16 июля 1916 года капитан фон Лош скончался от гангрены на Восточном фронте. Йозефина решила на неопределённое время уехать из Берлина. Она сняла небольшую квартиру в Дессау недалеко от виллы фон Лош и записала своих дочерей в лицей Антуанетты. Весной 1917 года семья вернулась в Берлин.
В июне 1917 года Марлен выступила на концерте Красного Креста, посвящённом 50-летию со дня смерти мексиканского императора Максимилиана. В костюме мальчика она сыграла на скрипке «Голубку». Это было её первое публичное выступление.
С 13 апреля 1917 года до пасхи 1918 года Марлен посещала школу им. Виктории Луизы в Берлине. В 16 лет ушла из школы без аттестата зрелости. Мать решила уберечь дочь от опасностей столичной жизни и отправила её в Веймар. Марлен жила в пансионате, расположенном в доме Шарлотты фон Штейн, и брала частные уроки игры на скрипке у профессора Роберта Райца.
Осенью 1921 года она вернулась в Берлин и хотела продолжить обучение у Карла Флеша в Высшей музыкальной школе, но туда её не приняли. Марлен устроилась в оркестр Джузеппе Бечче, аккомпанирующий немым фильмам в кинотеатрах. Но в душе она уже рассталась с идеей стать скрипачкой. Осталось только как-то преподнести это решение матери. Воспаление сухожилия безымянного пальца левой руки пришлось как нельзя кстати.

### Карьера в Германии
В феврале 1922 года Марлен безуспешно попыталась поступить в актёрскую школу Макса Рейнхардта в Немецком театре. Директор школы Бертольд Хельд всё же обратил на неё внимание и решил давать ей частные уроки. Научившись танцевать чечётку, канкан и танго, Марлен устроилась танцовщицей в ночном кафе Гидо Тильшера. В конце июня 1922 года она завершила учёбу у Бертольда Хельда и стала брать уроки вокала у Оскара Даниэля.
7 декабря 1922 года Дитрих впервые вышла на малую сцену Немецкого театра: в спектакле по пьесе Франка Ведекинда «Ящик Пандоры» она исполнила небольшую роль Людмилы Штайнхерц.
Благодаря своему дяде Вилли Фельзингу Марлен познакомилась с одним кинорежиссёром, и её пригласили на кинопробы. В 1923 году она впервые снялась в кино, исполнив небольшую роль служанки в фильме Георга Якоби «Таковы мужчины». Позже она назвала себя в этом фильме «картошкой с волосами».
На съёмках фильма Джоэ Мая «Трагедия любви», в котором Дитрих играла одну из эпизодических ролей, она познакомилась с администратором Рудольфом Зибером (1897—1976). 17 мая 1923 года они поженились. 12 декабря 1924 года у них родилась дочь Мария (в будущем — актриса Мария Рива). Супруги жили вместе лишь первые 5 лет, но тем не менее так и не развелись.
В 1925 году Марлен возобновила работу в театре и кино. В 1927 году она сыграла свою первую большую роль: в фильме Густава Учицки «Кафе Электрик» снималась вместе с любимцем публики Вилли Форстом. В 1928 году она получила следующую главную роль в фильме «Целую вашу руку, мадам» с участием Гарри Лидтке. На неё обратили внимание критики и за неимением других возможностей сравнения классифицировали её как немецкую Грету Гарбо. Однако впоследствии Дитрих всегда умаляла значение своих первых больших ролей. «Не спрашивайте меня про двадцатые годы. В двадцатые годы я была вообще ничто», — сказала она Максимилиану Шеллу в интервью, опубликованном 25 марта 1983 года в газете Die Zeit.
В 1928 году с ансамблем ревю Миши Шполянского «Это витает в воздухе» Дитрих записала свою первую пластинку.

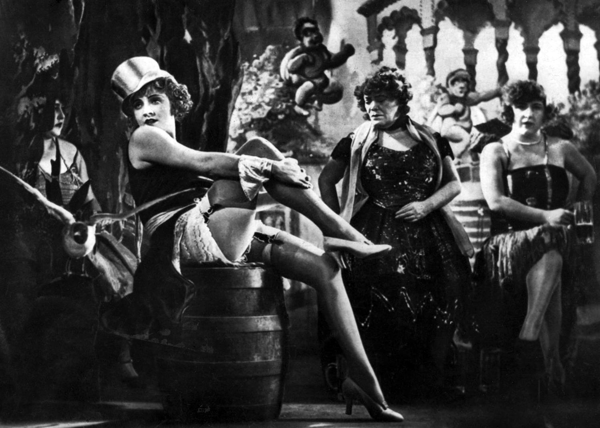
В фильме «Голубой ангел». 1930

Год спустя Джозеф фон Штернберг увидел её в ревю «Два галстука» и пригласил на роль Лолы-Лолы в фильме «Голубой ангел» по роману Генриха Манна «Учитель Гнус». Этот фильм, снимавшийся в двух вариантах — на немецком и на английском, должен был ознаменовать триумфальное возвращение Эмиля Яннингса в Германию. Однако Дитрих затмила его. Объясняя международный успех фильма, Зигфрид Кракауэр писал: «Её Лола-Лола выступила новым воплощением секса… О загадочности Лолы-Лолы твердил её низкий голос, и когда она пела о том, что ей интересно только заниматься любовью и больше ничем, этот голос пробуждал у слушателей ностальгические воспоминания и тлеющие надежды». После премьеры «Голубого ангела», состоявшейся 31 марта 1930 года, Марлен Дитрих «проснулась знаменитой». Песни из этого фильма «Я лихая Лола», «Я с головы до пят сотворена для любви» и «Берегись блондинок» быстро стали шлягерами.
«Голубой ангел» послужил стартовой площадкой для Дитрих как мировой звезды и ознаменовал начало её плодотворного творческого союза со Штернбергом.

### 1930—1975 годы

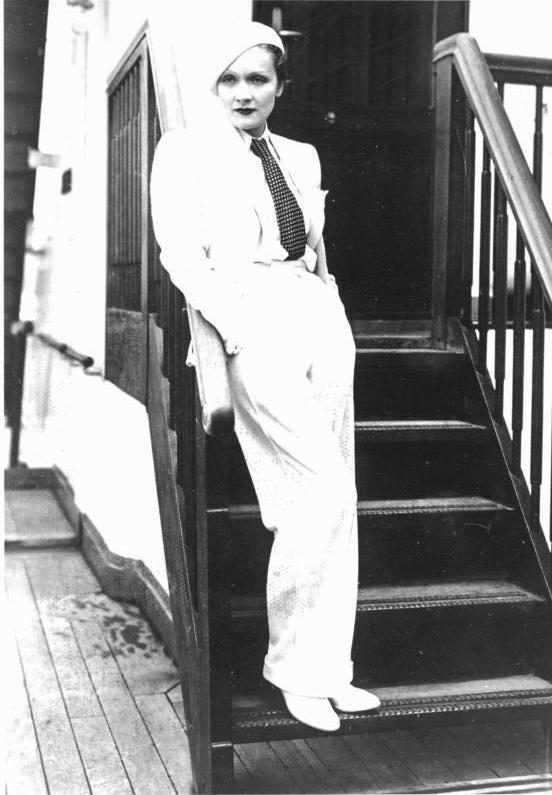
Марлен Дитрих. 1933

В феврале 1930 года Марлен Дитрих подписала контракт с голливудской компанией «Paramount Pictures», гарантировавший ей 1750 долларов в неделю, и 31 марта 1930 года сразу после премьеры «Голубого ангела» покинула Берлин.
Шесть фильмов, в которых она работала в Голливуде со Штернбергом, принесли ей всемирную известность. В своём первом американском фильме «Марокко» (1930) Марлен Дитрих предстала на экране в образе певицы в мужском костюме, вызвав бурю негодования и в то же время революцию в женской моде — многие женщины последовали её примеру и стали носить брюки. За эту роль она получила свою первую и последнюю номинацию на «Оскар». В военной драме «Обесчещенная» (1931) Дитрих сыграла шпионку. Через год на экраны вышел самый успешный фильм тандема «Шанхайский экспресс». За ним последовали «Белокурая Венера» (1932) и историческая мелодрама «Распутная императрица» (1934). Фильм «Дьявол — это женщина» (1935) стал последней совместной работой Дитрих и фон Штернберга.
В 1934 году, возвращаясь из Германии в Голливуд на океанском лайнере «Иль де Франс», Дитрих познакомилась с Эрнестом Хемингуэем. Между ними возникла своего рода любовь с первого взгляда. Он звал её Капусткой (англ. My little Kraut), обыгрывая популярное в то время в Штатах прозвище немцев, a она его — Папой. Они сохраняли привязанность друг к другу вплоть до смерти Хэмингуэя в 1961 году. Но это был лишь эпистолярный роман, как стало известно из писем и телеграмм писателя «горячо любимой Марлен», впервые опубликованных в 2007 году.
В 1935 году русский певец Александр Вертинский посвятил актрисе песню «Марлен»: «Вас не трудно полюбить, / Нужно только храбрым быть, / Все сносить, не рваться в бой / И не плакать над судьбой».
В 1936 году Йозеф Геббельс предложил Дитрих за каждый фильм, снятый с её участием в Германии, 200 000 рейхсмарок, а также свободный выбор темы, продюсера и режиссёра. Но актриса отказала министру пропаганды. В 1937 году она снова отклонила предложения национал-социалистов. 5 марта 1937 года Дитрих демонстративно подала документы на американское гражданство — под именем Марии Магдалены Зибер, родившейся 27 декабря 1904 года.
В 1937 году актриса снялась в фильме Эрнста Любича «Ангел», провалившемся в прокате и ставшим причиной двухлетнего перерыва в работе.
В сентябре 1937 года в Венеции Дитрих повстречала Эриха Марию Ремарка, с которым она познакомилась ещё в Германии. Между ними завязался роман, ставший невероятно мучительным для писателя. Ремарк был отчаянно влюблён в Пуму, как он называл Дитрих, и вывел её в «Триумфальной арке» в образе Жоан Маду.
В мае 1938 года Марлен Дитрих наряду с Гретой Гарбо, Джоан Кроуфорд, Кэтрин Хепбёрн включили в список «некассовых звёзд», опубликованный президентом независимых владельцев кинотеатров Америки в журналах Hollywood Reporter и Variety: «Дитрих — это яд для кассы». В рейтинге популярности голливудских актрис она оказалась на 126-м месте.
9 июня 1939 года Дитрих получила американское гражданство.
Летом 1939 года студия «Universal» предложила ей сняться в вестерне. По совету Штернберга Дитрих приняла это предложение. Фильм Джорджа Маршалла «Дестри снова в седле», в котором она предстала в совершенно новом для неё образе драчливой барменши, имел большой успех у публики, и её карьера снова пошла в гору.
Летом 1941 года Дитрих увлеклась французским актёром Жаном Габеном, приехавшим в Голливуд из оккупированной Франции. Увлечение быстро перешло в страсть, причинившую обоим много страданий. Этот любовный роман длился шесть лет.

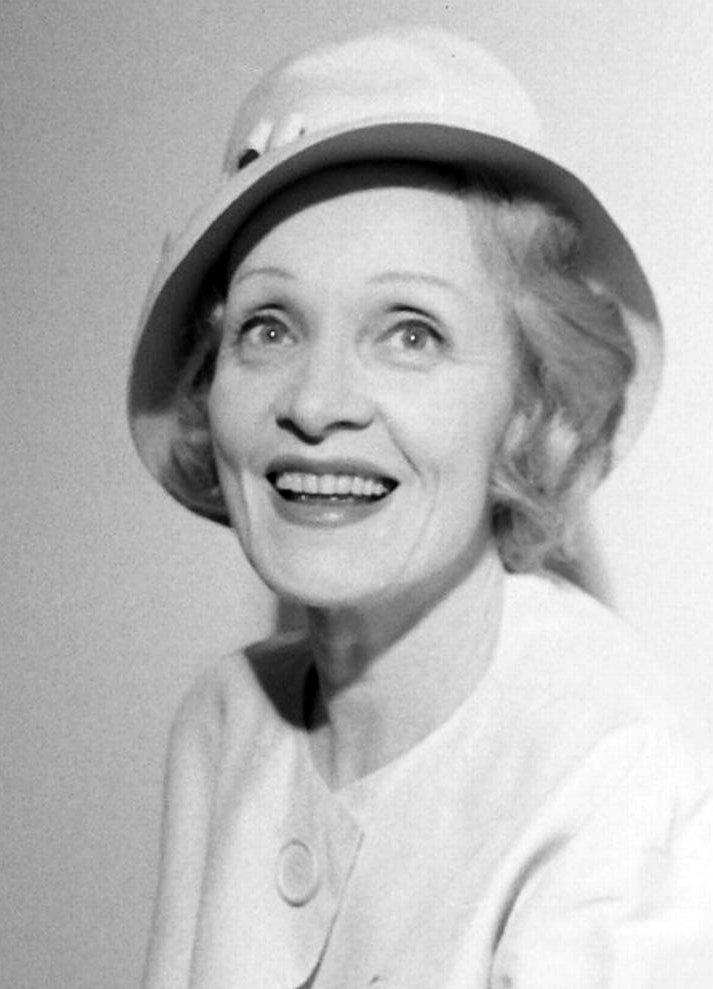
Марлен Дитрих. 1960

В марте 1943 года Марлен Дитрих прервала актёрскую карьеру и в течение трёх лет выступала с концертами в войсках союзников в Северной Африке, Италии и Франции. Позже она сказала: «Это было единственно важное, что я когда-либо сделала».
Большой популярностью пользовалась немецкая песня «Лили Марлен» в исполнении Дитрих. Управление стратегических служб США уделило особое внимание распространению этой песни на Западном фронте, так как она оказывала пацифистское воздействие на солдат противника. Передача песни на волнах немецкоязычного «Солдатского радио» была частью специальной операции американской разведки под кодовым названием «MUZAK».
В середине 1945 года Дитрих приехала в Германию. Похоронив в ноябре 1945 года в Берлине мать, она сказала: «Я почувствовала, что хоронила не только мать, но и Германию, которую я любила и которой для меня больше не существует».
18 ноября 1947 года генерал-майор Максвелл Тейлор вручил ей медаль Свободы, высшую награду американского военного министерства для гражданских лиц. 8 ноября 1950 года она получила звание кавалера ордена Почётного легиона. Французские президенты Помпиду и Миттеран произвели её позже в офицеры, а затем и в командоры ордена Почётного легиона.
С 1946 по 1951 год актриса снова регулярно снималась в кино. В 1948 году она сыграла одну из главных ролей в фильме Билли Уайлдера «Зарубежный роман», который считается её лучшим фильмом после прекращения работы со Штернбергом. Помимо работы в кино Дитрих вела радиопередачи, выступала в качестве главного аттракциона и писала статьи в гламурные журналы. В 1953 году в Лас-Вегасе началась её новая успешная карьера в качестве певицы и конферансье. Она всё реже появлялась на экране, при этом сама выбирала роли и снималась в эпизодах за крупные гонорары.
В 1960 году Марлен Дитрих приехала на гастроли в ФРГ, где ей оказали более чем холодный приём вследствие её антигерманской позиции в период Второй мировой войны. В Дюссельдорфе молодая женщина плюнула ей в лицо, а во время выступления в неё бросили яйцо. В Западном Берлине Дитрих принял правящий бургомистр Вилли Брандт, который пережил период нацизма в эмиграции. Однако и в родном городе Марлен многие протестовали против её концертов, по-прежнему видя в ней «предательницу отечества». В 1961 году Дитрих сыграла роль вдовы нацистского генерала в фильме Стэнли Крамера «Нюрнбергский процесс».
В 1962 году вышла в свет её книга «Азбука моей жизни» — не автобиография, а словарь от А до Я в полном смысле этого слова, собрание кулинарных рецептов, бытовых советов, житейских афоризмов и мемуарных зарисовок кинозвезды.
В 1964 году с большим успехом прошли концерты Марлен Дитрих в Москве и Ленинграде, хотя советские зрители могли видеть её тогда лишь в двух фильмах — «Свидетель обвинения» и «Нюрнбергский процесс». Во время выступления в Центральном доме литераторов Дитрих спросили, знает ли она кого-нибудь из современных советских писателей. Она назвала рассказ Константина Паустовского «Телеграмма» своим любимым произведением. Зрители начали аплодировать Дитрих. Вдруг кто-то крикнул: «А Паустовский в зале!» Тогда все начали аплодировать уже ему. Больному, почти ослепшему писателю пришлось встать и пойти на сцену. Паустовский поцеловал Марлен Дитрих руку, а она опустилась перед ним на колени.

### Последние годы
В конце сентября 1975 года в сиднейском Театре Её Величества Марлен Дитрих упала в оркестровую яму и сломала шейку бедра. После восьмимесячной госпитализации в Нью-Йорке ей пришлось завершить карьеру. В мае 1976 года, выписавшись из больницы, она тут же отправилась в Париж, где у неё на авеню Монтень была квартира. Спустя месяц от рака умер её супруг Рудольф Зибер. Дитрих замкнулась в своей квартире. Она уже не могла нормально ходить и не хотела, чтобы кто-нибудь видел, как она хромает, опираясь на палку и скорчившись от боли. Никто не должен был видеть, что ей отказали её ноги, ноги Дитрих, от которых был в восторге весь мир. Так как для поддержания определённого уровня жизни ей нужны были деньги, она без особого удовольствия написала мемуары. Однако книга не очень хорошо продавалась. В 1978 году Дитрих согласилась покинуть свою квартиру, чтобы последний раз встать перед камерой — в одном из эпизодов фильма «Прекрасный жиголо, бедный жиголо» с Дэвидом Боуи в главной роли. Фильм провалился в прокате. Критики подвергли полному разгрому её возвращение на экран после 16-летнего перерыва. Попав в зависимость от алкоголя и обезболивающих, Дитрих уединилась в своей парижской квартире, поддерживая связь с внешним миром только по телефону.
В 1979 году её мемуары «Возьмите только мою жизнь. Размышления» были опубликованы в Западной Германии.

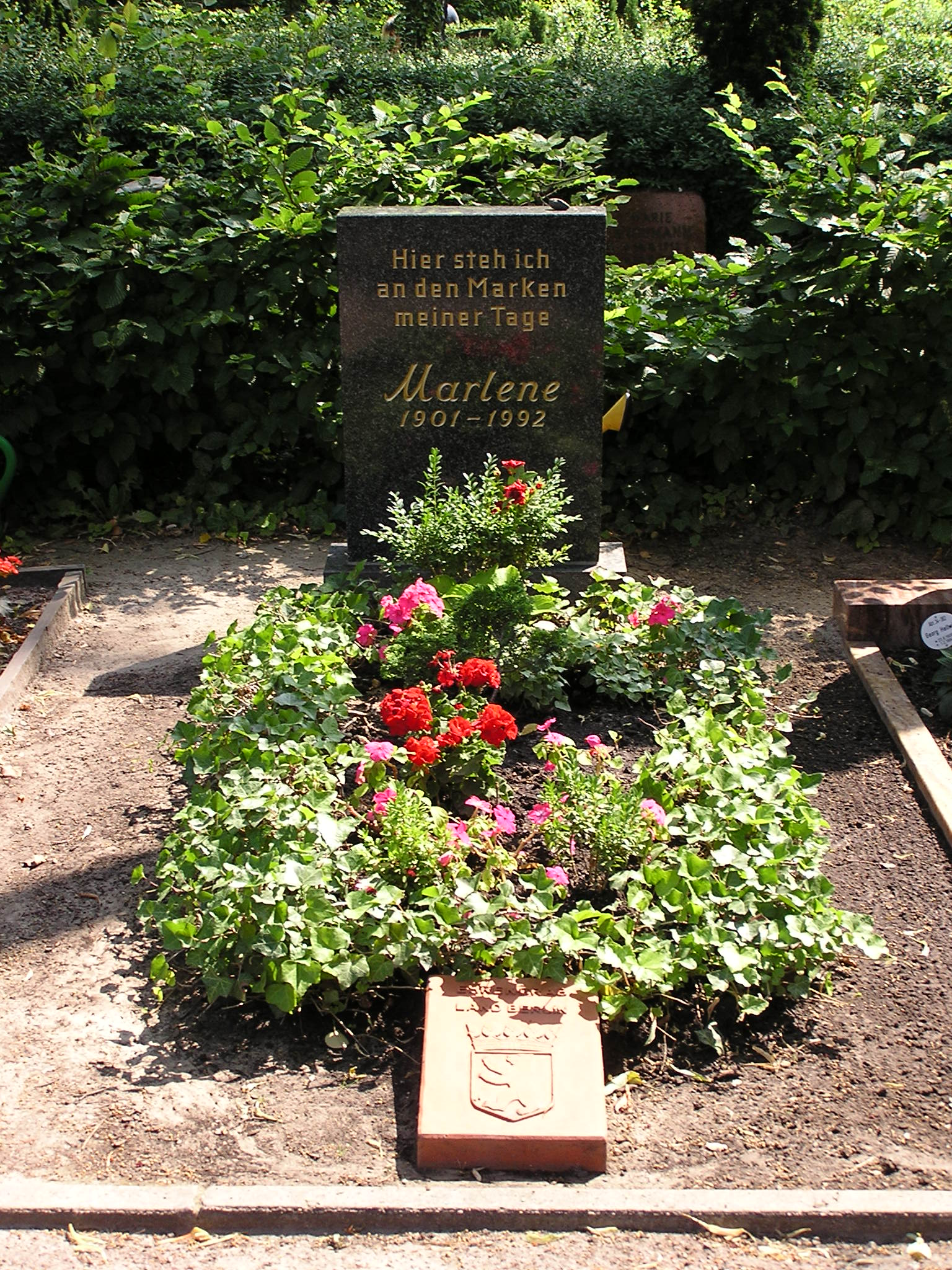
Почётная могила Марлен Дитрих от города Берлина на кладбище Штубенраухштрассе в Шёнеберге

В 1982 году после долгих уговоров Дитрих наконец дала мюнхенскому продюсеру Карлу Дирке согласие на съёмки документального фильма, посвящённого её жизни, но при условии, что сама в кадре не появится. По договору она обязалась дать интервью на сорок часов, при этом одну половину по-немецки, а другую — по-английски. Режиссёром выступил актёр Максимилиан Шелл, с которым Дитрих познакомилась во время работы над фильмом «Нюрнбергский процесс». Фильм «Марлен» вышел на экраны в 1984 году. В нём актриса рассказывает о себе и своих ролях на фоне кадров кинохроники и фрагментов из фильмов с её участием. Она говорит о Боге («мешугге») и родине («ерунда»), о «Голубом ангеле» («Он уже всем просто обрыдл»), о женской эмансипации («зависть к пенису»), о режиссёре Фрице Ланге («чудовище»), об Орсоне Уэллсе («гений») и о своей карьере («Никогда не воспринимала её всерьёз»). И она также говорит, почему больше не хочет сниматься: «Меня уже зафотографировали до смерти».
В 1984 году советское издательство «Искусство» опубликовало мемуары Дитрих «Размышления» в переводе Майи Кристалинской.
Марлен Дитрих стала лицом Каннского кинофестиваля 1992 года. Она скончалась накануне церемонии открытия, 6 мая 1992 года, в своей квартире в Париже в результате нарушения функции сердца и почек. Прощание с актрисой состоялось в церкви Мадлен и собрало более трёх тысяч поклонников. Её гроб, покрытый французским и американским флагами, был доставлен в Берлин. Актрису похоронили 16 мая рядом с матерью на городском кладбище III Штубенраухштрассе в её родном районе Шёнеберг. На скромном надгробии начертана цитата из сонета немецкого поэта Карла Теодора Кёрнера «Прощание с жизнью»: «Здесь стою я на пороге своих дней».
Дитрих бережно хранила всё, что касалось её жизни, — вещи, костюмы, фотографии. В 1993 году аукционный дом «Сотбис» выставил на торги более 300 тысяч предметов. Берлинский музей кино приобрёл их за 8 млн немецких марок.

## Память
- 8 ноября 1997 года в Берлине была открыта площадь имени Марлен Дитрих[42].
- 26 сентября 2000 года в Берлинском музее кино была открыта постоянная экспозиция предметов коллекции Марлен Дитрих[43].
- 16 мая 2002 года Марлен Дитрих посмертно было присвоено звание почётного гражданина Берлина.
- 12 июня 2003 года в Париже была открыта площадь имени Марлен Дитрих[44].
- 24 июля 2008 года в Берлине на доме Леберштрассе 65, в котором родилась Марлен Дитрих, была установлена официальная мемориальная доска[45].
- 12 февраля 2010 года на «Бульваре звёзд» в Берлине была открыта звезда Марлен Дитрих[46].
- На Евровидении 1970 года певица Доминик Дюссо исполнила посвящённую Дитрих песню «Marlène».
- Питер Мёрфи посвятил Дитрих песню «Marlene Dietrich’s Favourite Poem».
- Альбом Стереолюбовь рок-группы Animal ДжаZ завершает песня «Марлен Дитрих».
- Мадонна в песне «Vogue» упоминает Марлен Дитрих в числе прочих культовых артистов Голливуда.
- Российская группа «Нож для фрау Мюллер» в композиции «Ауфидерзейн, Джон!» использует семпл с голосом Марлен Дитрих.

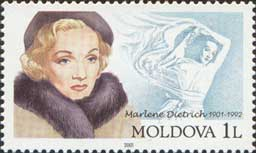
Почтовая марка Молдовы

- В Германии и Молдове в честь Дитрих была выпущена почтовая марка.
- В честь Марлен Дитрих назван астероид (1010) Марлен, открытый в 1923 году немецким астрономом Карлом Рейнмутом.
- В 2022 году Рената Литвинова сняла антивоенный короткометражный фильм на основе песни Марлен Дитрих «Sag' mir, wo die Blumen sind» («Где цветы?»).
- В 2022 году Лолита Милявская выпустила песню «Марлен», посвящённую Дитрих.
- В 2024 году Иво и Нина Смит выпустили песню «С любовью ваш, Эрих Мария», посвящённую Дитрих.

## Фильмография
| Год  |   | Русское название                               | Оригинальное название                         | Роль                                    |
| ---- | - | ---------------------------------------------- | --------------------------------------------- | --------------------------------------- |
| 1922 | ф | Таковы мужчины                                 | So sind die Männer                            | Катрин                                  |
| 1923 | ф | Трагедия любви                                 | Tragödie der Liebe                            | Люси                                    |
| 1923 | ф | Человек в дороге                               | Der Mensch am Wege                            | дочь лавочника                          |
| 1924 | ф | Прыжок в жизнь                                 | Der Sprung ins Leben                          | девушка на пляже                        |
| 1926 | ф | Манон Леско                                    | Manon Lescaut                                 | Мишлена                                 |
| 1926 | ф | Современная Дюбарри                            | Eine Dubarry von heute                        | Дюбарри                                 |
| 1926 | ф | Выше голову, Чарли!                            | Kopf hoch, Charly!                            | Эдме Маршан                             |
| 1926 | ф | Мадам не желает детей                          | Madame wünscht keine Kinder                   | танцовщица                              |
| 1927 | ф | Его величайший обман                           | Sein größter Bluff                            | Иветта                                  |
| 1927 | ф | Кафе Электрик                                  | Café Electric                                 | Эрни                                    |
| 1929 | ф | Целую вашу руку, мадам                         | Ich küsse Ihre Hand, Madame                   | Лоранс Жерар                            |
| 1929 | ф | Женщина, которая желанна                       | Die Frau, nach der Man sich sehnt             | Сташа                                   |
| 1929 | ф | Опасности брачного периода                     | Gefahren der Brautzeit                        | Эвелин                                  |
| 1930 | ф | Голубой ангел                                  | Der blaue Engel                               | Лола-Лола                               |
| 1930 | ф | Марокко                                        | Morocco                                       | Эми Джолли                              |
| 1931 | ф | Обесчещенная                                   | Dishonored                                    | Мэри Колверер                           |
| 1932 | ф | Белокурая Венера                               | Blonde Venus                                  | Хэлен Фарадэй                           |
| 1932 | ф | Шанхайский экспресс                            | Shanghai Express                              | Магдален / Лили Шанхай                  |
| 1933 | ф | Песнь песней                                   | Song of Songs                                 | Лили Кжепанек                           |
| 1934 | ф | Распутная императрица                          | The Scarlet Empress                           | Екатерина II                            |
| 1935 | ф | Дьявол — это женщина                           | The Devil is a Woman                          | Кончита Перес                           |
| 1936 | ф | Желание                                        | Desire                                        | Маделен де Бюпрэ                        |
| 1936 | ф | Сад Аллаха                                     | The Garden of Allah                           | Домини Энфильден                        |
| 1937 | ф | Рыцарь без доспехов                            | Knight Without Armour                         | графиня Александра Николаевна Владинова |
| 1937 | ф | Ангел                                          | Angel                                         | Мария 'Ангел' Бэйкер                    |
| 1939 | ф | Дестри снова в седле                           | Destry Rides Again                            | Фрэнчи                                  |
| 1940 | ф | Семь грешников                                 | Seven Sinners                                 | Бижу Бланш                              |
| 1941 | ф | Энергия                                        | Manpower                                      | Фэй Дуваль                              |
| 1942 | ф | Так хочет леди                                 | The Lady is Willing                           | Элизабет Мадден                         |
| 1942 | ф | Негодяи                                        | The Spoilers                                  | Шэрри Малотт                            |
| 1942 | ф | Питтсбург                                      | Pittsburg                                     | Джоси 'Ханки' Винтерс                   |
| 1942 | ф | Нью-орлеанский огонёк                          | The Flame of New Orleans                      | Клэр Леду / Лили                        |
| 1944 | ф | Кисмет                                         | Kismet                                        | Джамилла                                |
| 1944 | ф | Следуя за парнями                              | Follow the Boys                               | камео                                   |
| 1946 | ф | Мартен Руманьяк                                | Martin Roumagnac                              | Бланш Ферран                            |
| 1947 | ф | Золотые серьги                                 | Golden Earrings                               | Лидия                                   |
| 1948 | ф | Зарубежный роман                               | A Foreign Affair                              | Эрика фон Шлютов                        |
| 1949 | ф | Головоломка                                    | Jigsaw                                        | камео                                   |
| 1950 | ф | Страх сцены                                    | Stage Fright                                  | Шарлотт Инвуд                           |
| 1951 | ф | Нет шоссе на небе                              | No Highway in the Sky                         | Моника Тисдейл                          |
| 1951 | ф | Пресловутое ранчо                              | Rancho Notorious                              | Олтер Кин                               |
| 1956 | ф | Вокруг света за 80 дней                        | Around the World in 80 Days                   | хозяйка салона                          |
| 1957 | ф | Монте-Карло                                    | Montecarlo                                    | Мария де Крэвесье                       |
| 1957 | ф | Свидетель обвинения                            | Witness for the Prosecution                   | Кристина Хельм / Воул                   |
| 1957 | ф | Печать зла                                     | Touch of Evil                                 | Тана                                    |
| 1961 | ф | Нюрнбергский процесс                           | Judgment at Nuremberg                         | госпожа Бертхольт                       |
| 1962 | ф | Чёрная лиса. Правдивая история Адольфа Гитлера | The Black Fox. The True Story of Adolf Hitler | диктор                                  |
| 1964 | ф | Париж, когда там жара                          | Paris When It Sizzles                         | камео (в титрах не указана)             |
| 1978 | ф | Прекрасный жиголо, бедный жиголо               | Schöner Gigolo, armer Gigolo                  | баронесса фон Земеринг                  |
| 1984 | ф | Марлен                                         | Marlene                                       | голос за кадром                         |

## Альбомы
- 1951: Marlene Dietrich Overseas
- 1954: Live at the Café de Paris
- 1959: Dietrich in Rio
- 1960: Wiedersehen mit Marlene
- 1964: Marlene singt Berlin
- 1964: Die neue Marlene
- 1964: Dietrich in London

Сборники (выборочно)
- 1949: Souvenir Album
- 1952: M.D. Live 1932—1952
- 1959: Lili Marlene
- 1969: Marlene Dietrich
- 1973: The Best of Marlene Dietrich
- 1974: Das war mein Milljöh
- 1982: Her Complete Decca Recordings
- 1992: The Marlene Dietrich Album
- 1992: Art Deco Marlene Dietrich
- 2007: Marlene Dietrich with the Burt Bacharach Orchestra

### Сноски
1. ↑  Deutsche Nationalbibliothek Record #118525565 // Gemeinsame Normdatei (нем.) — 2012—2016.
2. ↑  Stadt Bergen. Дата обращения: 23 июня 2017. Архивировано 3 февраля 2019 года.
3. ↑  Архивированная копия. Дата обращения: 24 июня 2017. Архивировано из оригинала 21 августа 2017 года.
4. ↑  Мария Рива, дочь Марлен Дитрих, об отношениях тети и матери: «Свою красавицу сестру Лизель обожала. Она принадлежала к числу тех редких людей, которые неспособны на зависть. Конечно, хорошо быть красивой, чтобы тебя за это любили, но Лизель как очень чуткий ребёнок свыклась со своей некрасивостью с самого раннего возраста. Мария Магдалена была особенной — эту истину все принимали без доказательств. Принимала и Лена, как её называли в семье». — Diletant.media. Дата обращения: 17 января 2024. Архивировано 17 января 2024 года.
5. ↑  Baur, 2017, S. 14—15.
6. ↑  Baur, 2017, S. 9.
7. ↑  Baur, 2017, S. 16.
8. ↑  Bach, 1992, p. 22.
9. ↑  Baur, 2017, S. 11.
10. ↑  Baur, 2017, S. 21.
11. ↑  Baur, 2017, S. 29—30.
12. ↑  Bach, 1992, pp. 26—27.
13. ↑  Kiezspaziergang am 10.1.2004 — Berlin.de. Дата обращения: 24 июня 2017. Архивировано 27 декабря 2017 года.
14. ↑  Bach, 1992, p. 32—33.
15. ↑  Baur, 2017, S. 52—53.
16. ↑  Baur, 2017, S. 57.
17. ↑  Baur, 2017, S. 58—59.
18. ↑  Baur, 2017, S. 60.
19. ↑  Bach, 1992, p. 51.
20. ↑  Birgit Haustedt. Die wilden Jahre in Berlin. Eine Klatsch- und Kulturgeschichte der Frauen. Dortmund, edition ebersbach, 1999, Kapitel: Leni und Marlene, S. 168.
21. ↑  Bach, 1992, p. 61.
22. 1 2 3 4  Bock H.M. (Hrsg.). CineGraph. Lexikon zum deutschsprachigen Film. München, edition text+kritik, 1984.
23. ↑  Кракауэр З. От Калигари до Гитлера. Психологическая история немецкого кино. М.: Искусство, 1977, с. 221.
24. ↑  Baur, 2017, S. 120.
25. ↑  Baur, 2017, S. 123—124.
26. ↑  Hemingway und Marlene: «My little Kraut» — SPIEGEL ONLINE
27. ↑  Hemingway und Marlene: «Ich verliebe mich in Dich, schlimm» — SPIEGEL ONLINE. Дата обращения: 15 июля 2017. Архивировано 20 декабря 2015 года.
28. ↑  Сл. и муз. А. Вертинского — Марлен (с нотами). Дата обращения: 15 июля 2017. Архивировано 16 июля 2017 года.
29. 1 2  LeMO Biografie — Biografie Marlene Dietrich. Дата обращения: 24 июня 2017. Архивировано 2 июля 2017 года.
30. ↑  Baur, 2017, S. 229.
31. ↑  Baur, 2017, S. 243—244.
32. ↑  Песня как спецоперация: как Марлен Дитрих работала на разведку США. BBC News Русская служба. Архивировано 6 июня 2021. Дата обращения: 9 июня 2021.
33. ↑  Lebensdaten | Deutsche Kinemathek — Museum für Film und Fernsehen. Дата обращения: 28 июня 2017. Архивировано 21 августа 2017 года.
34. ↑  Als Marlene Dietrich Düsseldorf besuchte | nrz.de | Düsseldorf. Дата обращения: 26 июня 2017. Архивировано 30 января 2018 года.
35. ↑  «Поднявшись на сцену, Паустовский поцеловал Марлен Дитрих руку, а она опустилась перед ним на колени» — «ФАКТЫ». Дата обращения: 26 июня 2017. Архивировано 4 июля 2017 года.
36. 1 2  Marlene Dietrichs letzte Jahre — SPIEGEL ONLINE. Дата обращения: 24 июня 2017. Архивировано 1 июля 2017 года.
37. ↑  «Ich wurde zu Tode photographiert» — DER SPIEGEL 9/1984. Дата обращения: 15 июля 2017. Архивировано 23 декабря 2016 года.
38. ↑  Obituary for Marlene Magdelene Dietrich. The Message Newsjournal. Дата обращения: 9 июня 2013. Архивировано 1 января 2014 года.
39. ↑  Паван, 2012, с. 75.
40. ↑  Friedhöfe in Berlin: Wo die Promis ruhen — Berlin.de. Дата обращения: 24 июня 2017. Архивировано 14 июня 2020 года.
41. ↑  Des blauen Engels Kostüme und Koffer (Archiv). Дата обращения: 23 июня 2017. Архивировано 21 августа 2017 года.
42. ↑  Marlene-Dietrich-Platz 1-6 in Berlin — KAUPERTS. Дата обращения: 1 июля 2017. Архивировано 12 сентября 2015 года.
43. ↑  Паван, 2012, с. 77.
44. ↑  Паван, 2012, с. 74.
45. ↑  Deutsche Welle. Дата обращения: 24 июля 2008. Архивировано 29 марта 2009 года.
46. ↑  «Boulevard der Stars»: Marlene-Dietrich-Stern enthüllt — Berlin — Tagesspiegel. Дата обращения: 1 июля 2017. Архивировано 15 сентября 2020 года.